# غريغوري غوكوفسكي
غريغوري ألكسندروفيتش غوكوفسكي (1 ماي 1902 - 2 أبريل 1950) (بالروسية: Григо́рий Алекса́ндрович Гуко́вский) هو مؤرخ وشكلاني أدبي روسي، أدّى عمله في معهد الأدب الروسي (بيت بوشكين) إلى إعادة اكتشاف الأدب الروسي في القرن الثامن عشر.
تخرج من جامعة بتروغراد في عام 1923 وعقد كرسي في الأدب الروسي هناك. كان غوكوفسكي يعتبر المرجع الأول في الأدب الروسي في القرن الثامن عشر. بعد أن قضى فصل الشتاء في لينينغراد المحاصرة، كان يُحاضر في جامعة ساراتوف الحكومية حتى عام 1948. توفي جراء نوبة قلبية في سجن ليفورتوفو.